# نوپسرها پونکتیگرا
نوپسرها پونکتیگِرا یک گونه سوسک از خانوادهٔ سوسک‌های شاخک‌دراز است. فرانسیس پولکینگهورن پاسکو در سال ۱۸۶۷ این گونه را توصیف و بررسی کرد. این گونه در کشور بورنئو یافت شده است.